# Миславский, Николай Александрович
Николай Александрович Миславский (17 [29] апреля 1854, с. Турьинские рудники — 28 декабря 1928, Казань) — российский советский физиолог, член-корреспондент АН СССР (1927), заслуженный деятель науки РСФСР (1926). Ученик Н. О. Ковалевского.

## Биография
Сын известного уральского офтальмолога, почётного гражданина Екатеринбурга А. А. Миславского.
Окончил Екатеринбургскую гимназию с серебряной медалью и Казанский университет (1876), с 1891 года профессор этого университета.

## Научная деятельность
Основные работы посвящены местоположению дыхательного центра у млекопитающих, влиянию коры больших полушарий головного мозга на внутренние органы, иннервации гладких мышц, ряда желёз внутренней секреции и др., физиологии дендритов, а также рефлекторной регуляции кровообращения.